# Gillian Anderson
Gillian Leigh Anderson (Chicago, 9 agosto 1968) è un'attrice statunitense, nota soprattutto per il ruolo di Dana Scully nella serie televisiva X-Files, di Jean Milburn nella serie di Netflix Sex Education e per aver dato il volto all'ex Primo Ministro Britannico Margaret Thatcher nella quarta stagione della serie Netflix The Crown.

## Biografia

Gillian Anderson a San Diego nel 2013

Nasce da Edward e Rosemary Anderson. La madre è un'analista di computer, mentre il padre possiede un'azienda che si occupa di post-produzione cinematografica. Successivamente la sua famiglia si trasferisce a Porto Rico per quindici mesi, poi a Crouch End, a Londra, e dopo nove anni di nuovo negli Stati Uniti, a Grand Rapids nel Michigan. Qui la Anderson frequenta la City Middle/High School, scuola per allievi dotati e con una forte enfasi sugli studi umanistici, diplomandosi nel 1986. La sua permanenza nel Regno Unito le consente di adottare come suo l'accento inglese, che non perde nemmeno dopo il suo ritorno in America, come dimostrato nel corso di interviste rilasciate a Jay Leno e Michael Parkinson.
Da adolescente porta un piercing al naso, si colora più volte i capelli, esce con un ragazzo molto più grande di lei, fa uso di farmaci e droghe sperimentali e ascolta gruppi come Dead Kennedys e gli Skinny Puppy. In giovane età la Anderson era interessata alla biologia marina, ma trova la strada per sviluppare il suo talento quando inizia a recitare nei progetti teatrali del liceo e in una comunità di produzioni teatrali. Frequenta quindi la scuola di teatro Goodman all'Università DePaul a Chicago, dove si laurea nel 1990.
L'esordio della Anderson sulle scene avviene in teatro; nel 1990 ottiene un ruolo nella commedia Absent Friends del commediografo inglese Alan Ayckbourn al fianco dell'attrice Brenda Blethyn presso il Manhattan Theatre Club. Per la sua performance l'anno dopo vince il Theatre World Award come miglior esordiente. Successivamente lavora in un'opera di Christopher Hampton The Philanthropist presso il Long Wharf Theatre di New Haven, Connecticut. Nel 1992 va a Los Angeles, ma non riuscendo a trovare lavoro nel cinema si dà alla televisione, registrando anche una versione audio del romanzo di Anne Rice Exit to Eden. Nello stesso anno ottiene un ruolo minore nel thriller indipendente The Turning, dove interpreta l'ex fidanzata del protagonista. Solo dopo il successo della Anderson il film è stato distribuito in home video, con una copertina che mostra l'attrice come se avesse un ruolo predominante nella trama, anche con il reinserimento di scene dove compare, mancanti nella versione originale.
Nel 1993 ottiene un ruolo di comparsa nella commedia collegiale Class of '96 per la Fox. Successivamente ottiene il ruolo di Dana Scully per la serie X-Files, per la quale si cimenterà anche come sceneggiatrice e regista, scrivendo e dirigendo l'episodio Tutte le cose. Il suo ingresso nella produzione non è stato scontato: infatti la rete voleva un'attrice con più appeal e già conosciuta dal pubblico, ma il produttore Chris Carter non volle recedere dai propri propositi e alla fine Gillian ottiene la parte. Per la sua interpretazione l'attrice riceve diversi riconoscimenti, quali un Emmy Award, un Golden Globe e due Screen Actors Guild.

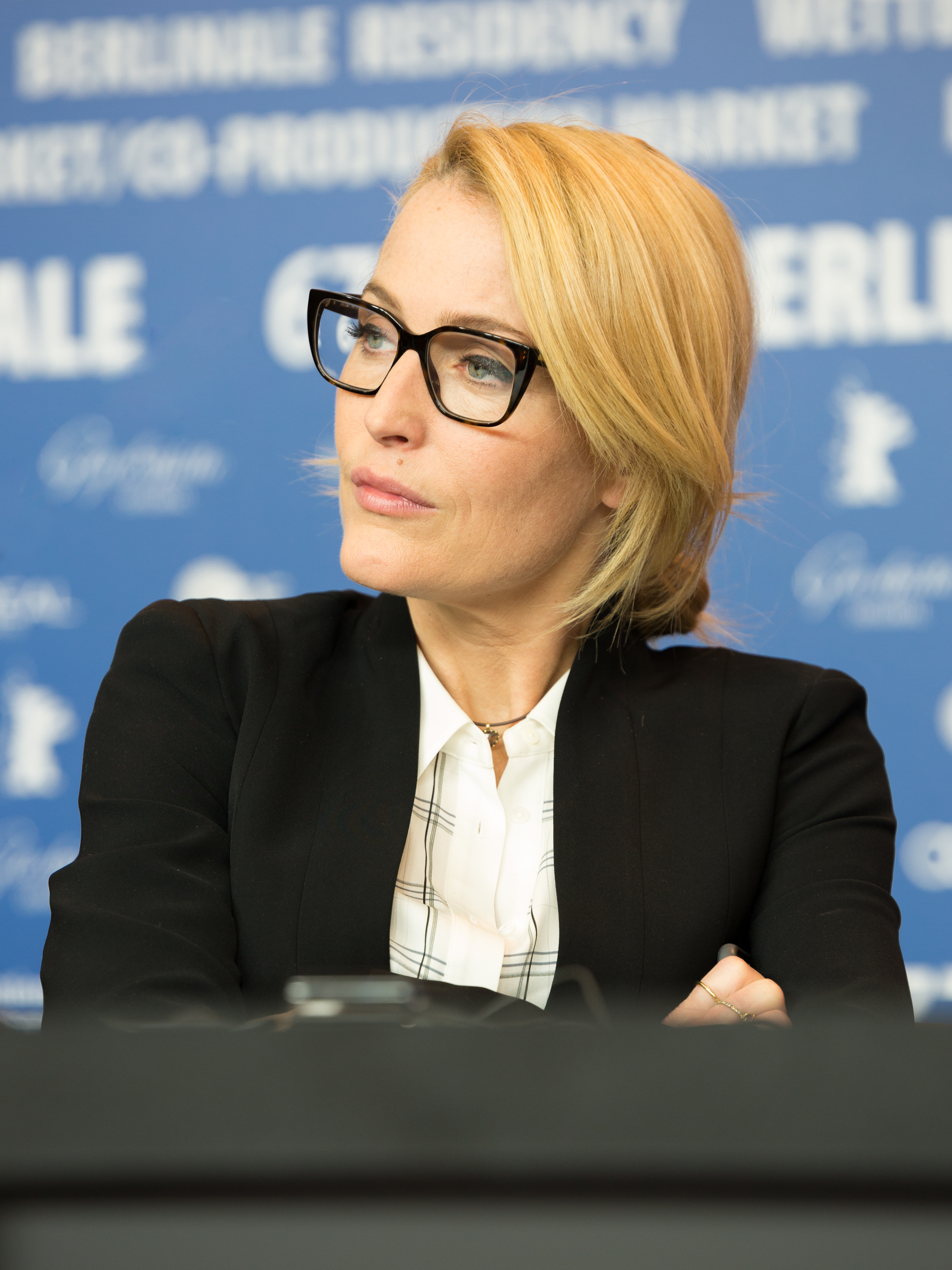
Gillian Anderson al Festival di Berlino 2017

Nel 1998 recita accanto a Jordan Lee Williams e a James Lynch in The X-Files Game. Nel periodo della sua partecipazione alla serie X-Files, l'attrice ottiene una serie di scritture con ruoli da non protagonista in alcuni film e come interprete principale nel film La casa della gioia, un adattamento dell'omonimo romanzo di Edith Wharton. Nel 1999 presta la voce al personaggio di Moro per il film Princess Mononoke del regista Hayao Miyazaki. Successivamente alla chiusura della serie, lavora in diverse produzioni, lungometraggi, sceneggiati televisivi e come voce narrante in diversi documentari scientifici.
Nel 2005 appare come Lady Dedlock in un adattamento del romanzo di Charles Dickens Casa desolata per la BBC, e nei panni della vedova Wadman in A Cock and Bull Story, versione cinematografica del romanzo Tristram Shandy di Laurence Sterne. L'interpretazione di Lady Dedlock l'anno dopo le vale la vittoria del British Academy Television Awards come miglior attrice, e una nomination al Golden Globe. Sempre nel 2006 partecipa a L'ultimo re di Scozia e l'anno dopo è nel film Closure - Vendetta a due. Nel 2008 torna a vestire i panni dell'agente Scully nel film X-Files - Voglio crederci; lo stesso anno prende parte alla commedia Star System - Se non ci sei non esisti. Nel 2012 recita un piccolo ruolo nel film Sister, vincitore dell'orso d'argento speciale della giuria alla Berlinale. Dal 2013 è protagonista, insieme al collega Jamie Dornan, della serie britannica della BBC The Fall - Caccia al serial killer, in cui interpreta la sovrintendente di polizia Stella Gibson. Dal 2013 interpreta il ruolo di Bedelia Du Maurier in Hannibal, per il quale riceve molti consensi, mentre nel 2014 pubblica il romanzo sul soprannaturale A Vision of Fire.
A marzo 2015 la Anderson torna a vestire i panni di Dana Scully nella nuova stagione di X-Files, mentre nel 2017 ottiene il ruolo di Media nella serie American Gods, per poi abbandonarlo alla fine della prima stagione. Per quanto riguarda X-Files, nel gennaio 2018 ha annunciato che l'undicesima sarebbe stata l'ultima stagione per lei all'interno dello show. Nel frattempo (2016) erano circolate voci sul fatto che potesse diventare protagonista dei film di James Bond nel ruolo dell'agente donna Jane Bond. Nel gennaio 2019 ha iniziato a interpretare Jean Milburn nella commedia Netflix Sex Education. Nello stesso mese è stato annunciato che interpreterà l'ex primo ministro britannico Margaret Thatcher nella quarta stagione Netflix, The Crown. Nel febbraio 2019 la Anderson interpreta Margo Channing in una produzione teatrale di All About Eve al Noël Coward Theatre.

## Vita privata
Gillian Anderson si sposa una prima volta con il regista, conosciuto sul set di X-Files, Clyde Klotz, il 1º gennaio 1994 con cerimonia buddista, con il quale ha una figlia chiamata Piper Maru. La coppia divorzierà nel 1997. Il 29 dicembre 2004 sposa, su un'isola del Kenya, Julian Ozanne, un documentarista di film, annunciando poi la loro separazione il 21 aprile 2006 e divorziando l'anno seguente. Dopo aver vissuto a Vancouver e a Los Angeles con il compagno Mark Griffiths, ha divorziato e vive la sua vita da single a Londra con i loro figli Oscar, nato il 1º novembre 2006, e Felix, nato il 15 ottobre 2008, e la figlia Piper. Trascorre inoltre le proprie estati in Italia, dove è proprietaria di un casale a Marrucheti, in Maremma.
È sostenitrice di un'associazione che si occupa di trovare una cura per la neurofibromatosi, malattia di cui soffriva il fratello. È ambasciatrice di Survival International, il movimento mondiale per i diritti dei popoli indigeni. Nel marzo del 2012 la Anderson ha parlato a Out Magazine della sua relazione con una ragazza ai tempi del liceo; Anderson nel corso degli anni ha confermato di aver avuto anche altre relazioni con donne, ma di aver sempre saputo che era principalmente attratta dagli uomini. Nel maggio del 2013 ha dato il suo sostegno alla campagna di Survival per salvare gli Awá, la tribù più minacciata della terra. Inoltre nel 2018 le viene riconosciuta una stella lungo la Hollywood Walk of Fame.

## Filmografia

### Attrice

#### Cinema
- Three at Once, regia di Mike Kuhn - cortometraggio (1986)
- A Matter of Choice, regia di William Davis - cortometraggio (1988)
- The Turning, regia di L.A. Puopolo (1992)
- Hellcab - Un inferno di taxi (Chicago Cab), regia di Mary Cybulski e John Tintori (1997)
- Basta guardare il cielo (The Mighty), regia di Peter Chelsom (1998)
- X-Files - Il film (The X Files), regia di Rob S. Bowman (1998)
- Scherzi del cuore (Playing by Heart), regia di Willard Carroll (1998)
- La casa della gioia (The House of Mirth), regia di Terence Davies (2000)
- No Pressure, regia di Dougal Wilson - cortometraggio (2000)
- The Mighty Celt, regia di Pearse Elliott (2005)
- A Cock and Bull Story, regia di Michael Winterbottom (2005)
- L'ultimo re di Scozia (The Last King of Scotland), regia di Kevin Macdonald (2006)
- Closure - Vendetta a due (Straightheads), regia di Dan Reed (2007)
- Star System - Se non ci sei non esisti (How to Lose Friends and Alienate People), regia di Robert B. Weide (2008)
- X-Files - Voglio crederci (The X-Files: I Want to Believe), regia di Chris Carter (2008)
- Tradire è un'arte - Boogie Woogie (Boogie Woogie), regia di Duncan Ward (2009)
- Johnny English - La rinascita (Johnny English Reborn), regia di Oliver Parker (2011)
- Doppio gioco (Shadow Dancer), regia di James Marsh (2012)
- Sister (L'enfant d'en haut), regia di Ursula Meier (2012)
- Mister Morgan (Mr. Morgan's Last Love), regia di Sandra Nettelbeck (2013)
- I'll Follow You Down, regia di Richie Mehta (2013)
- Robot Overlords, regia di Jon Wright (2014)
- Il palazzo del Viceré (Viceroy's House), regia di Gurinder Chadha (2017)
- Mistero a Crooked House (Crooked House), regia di Gilles Paquet-Brenner (2017)
- Il tuo ex non muore mai (The Spy Who Dumped Me), regia di Susanna Fogel (2018)
- Interferenze (UFO), regia di Ryan Eslinger (2018)
- The Pale Blue Eye - I delitti di West Point (The Pale Blue Eye), regia di Scott Cooper (2022)
- Wonder: White Bird (White Bird: A Wonder Story), regia di Marc Forster (2024)
- Scoop, regia di Philip Martin (2024)
- The Salt Path, regia di Marianne Elliott (2024)
- Tron: Ares, regia di Joachim Rønning (2025)

#### Televisione
- Class of '96 – serie TV, 1 episodio (1993)
- X-Files (The X-Files) – serie TV, 213 episodi (1993-2002; 2016-2018) – Dana Scully
- Bleak House – miniserie TV, 14 puntate (2005)
- Any Human Heart – miniserie TV, 3 puntate (2010)
- Moby Dick – miniserie TV, 2 puntate (2011)
- Grandi speranze (Great Expectations), regia di Brian Kirk – miniserie TV, 3 puntate (2011)
- Hannibal – serie TV, 22 episodi (2013-2015) - Bedelia Du Maurier
- Crisis – serie TV (2014)
- Guerra e pace (War & Peace) – miniserie TV, 6 episodi (2016)
- The Fall - Caccia al serial killer – serie TV (2013-2016)
- American Gods - serie TV (2017)
- Sex Education – serie TV, 32 episodi (2019-2023)
- The Crown – serie TV, 6 episodi (2020)
- The Great – serie TV, 2 episodi (2021)
- The First Lady - serie TV, 10 episodi (2022)

### Doppiatrice
- Fl-eek Stravaganza (Eek! The Cat) – serie animata, 1 episodio (1995)
- Hellbender - videogioco (1996)
- I Simpson - serie animata, 1 episodio (1997)
- The X-Files: The Game - videogioco (1999)

## Teatro
- Arsenico e vecchi merletti (Arsenic and Old Lace) (1983)[21]
- Una storia dello zoo (A Zoo Story) (1986)
- Absent Friends (1991)
- Il filantropo (The Philanthropist) (1992)
- I monologhi della vagina (The Vagina Monologues) (1999-2000)
- What The Night Is For (2002-2003)
- The Sweetest Swing in Baseball (2004)
- Casa di bambola (A Doll's House) (2009)
- Un tram che si chiama Desiderio (A Streetcar Named Desire) (2014)
- All About Eve (2019)

## Riconoscimenti
- Golden Globe
  - 1996 – Candidatura alla migliore attrice in una serie drammatica per X-Files
  - 1997 – Migliore attrice in una serie drammatica per X-Files
  - 1998 – Candidatura alla migliore attrice in una serie drammatica per X-Files
  - 1999 – Candidatura alla migliore attrice in una serie drammatica per X-Files
  - 2007 – Candidatura alla migliore attrice in una miniserie o film televisivo per Bleak House
  - 2021 – Migliore attrice non protagonista in una serie, miniserie o film televisivo per The Crown
- Premio Emmy
  - 1996 – Candidatura alla migliore attrice in una serie drammatica per X-Files
  - 1997 – Migliore attrice in una serie drammatica per X-Files
  - 1998 – Candidatura alla migliore attrice in una serie drammatica per X-Files
  - 1999 – Candidatura alla migliore attrice in una serie drammatica per X-Files
  - 2006 – Candidatura alla migliore attrice in una miniserie o film televisivo per Bleak House
  - 2021 – Migliore attrice non protagonista in una serie, miniserie o film televisivo per The Crown
- Screen Actors Guild Award
  - 1996 – Migliore attrice in una serie drammatica per X-Files
  - 1997 – Migliore attrice in una serie drammatica per X-Files
  - 1997 – Candidatura al miglior cast in una serie drammatica per X-Files
  - 1998 – Candidatura alla migliore attrice in una serie drammatica per X-Files
  - 1998 – Candidatura al miglior cast in una serie drammatica per X-Files
  - 1999 – Candidatura alla migliore attrice in una serie drammatica per X-Files
  - 1999 – Candidatura al miglior cast in una serie drammatica per X-Files
  - 2000 – Candidatura alla migliore attrice in una serie drammatica per X-Files
  - 2001 – Candidatura alla migliore attrice in una serie drammatica per X-Files
  - 2021 – Migliore attrice in una serie drammatica per The Crown
  - 2021 – Miglior cast in una serie drammatica per The Crown
- Premio Laurence Olivier
  - 2010 – Candidatura alla miglior attrice per Casa di bambola
  - 2015 – Candidatura alla miglior attrice per Un tram che si chiama Desiderio
  - 2019 – Candidatura alla miglior attrice per All About Eve

## Doppiatrici italiane
Nelle versioni in italiano delle opere in cui ha recitato, Gillian Anderson è stata doppiata da:
- Claudia Catani in X-Files, X-Files - Il film, La casa della gioia, Scherzi del cuore, The Turning, Star System - Se non ci sei non esisti, X-Files - Voglio crederci, Moby Dick, Johnny English - La rinascita, Doppio gioco, The Fall - Caccia al serial killer, Crisis, Guerra e pace, American Gods, Il palazzo del viceré, Mistero a Crooked House, Il tuo ex non muore mai, Sex Education, The First Lady, The Pale Blue Eye - I delitti di West Point, Wonder: White Bird, Scoop
- Roberta Greganti in L'ultimo re di Scozia, Interferenze
- Franca D'Amato in Basta guardare il cielo
- Eleonora De Angelis in Closure - Vendetta a due
- Alessandra Korompay in Tradire è un'arte - Boogie Woogie
- Flaminia Fegarotti in Sister
- Roberta Pellini in Hannibal
- Francesca Fiorentini in Mister Morgan
- Sabrina Duranti in Grandi speranze
- Antonella Baldini in Robot Overlords
- Dania Cericola in The Crown

Da doppiatrice è sostituita da:
- Claudia Catani ne I Simpson, The X-Files: The Game

## Opere
- Gillian Anderson e Jeff Rovin, A Vision of Fire, Simon & Schuster, 2014, ISBN 978-14-711-3771-6.